# Верхосунское сельское поселение
Верхосунское сельское поселение — упразднённое муниципальное образование в составе Фалёнского района Кировской области России.
Центр — село Верхосунье.

## История
Верхосунское сельское поселение образовано 1 января 2006 года согласно Закону Кировской области от 07.12.2004 № 284-ЗО.
В январе 2020 года в соответствии с Законом Кировской области от 20.12.2019 № 331-ЗО Верхосунское сельское поселение было упразднено и объединено с другими муниципальными образованиями района в Фалёнский муниципальный округ.

## Население
| 2010 | 2012 | 2013 | 2014 | 2015 | 2016 | 2017 |
| ---- | ---- | ---- | ---- | ---- | ---- | ---- |
| 890  | ↘835 | ↘825 | ↘771 | ↘745 | ↘732 | ↘689 |
| 2018 | 2019 | 2020 |      |      |      |      |
| ↘666 | ↘619 | ↘571 |      |      |      |      |

## Состав поселения
| № | Населённый пункт | Тип населённого пункта       | Население |
| - | ---------------- | ---------------------------- | --------- |
| 1 | Верхосунье       | село, административный центр | ↘543      |
| 2 | Баи              | деревня                      | 50        |
| 3 | Красное          | село                         | ↘2        |
| 4 | Филейка          | деревня                      | ↘231      |
| 5 | Чукша            | деревня                      | 64        |